# رواق

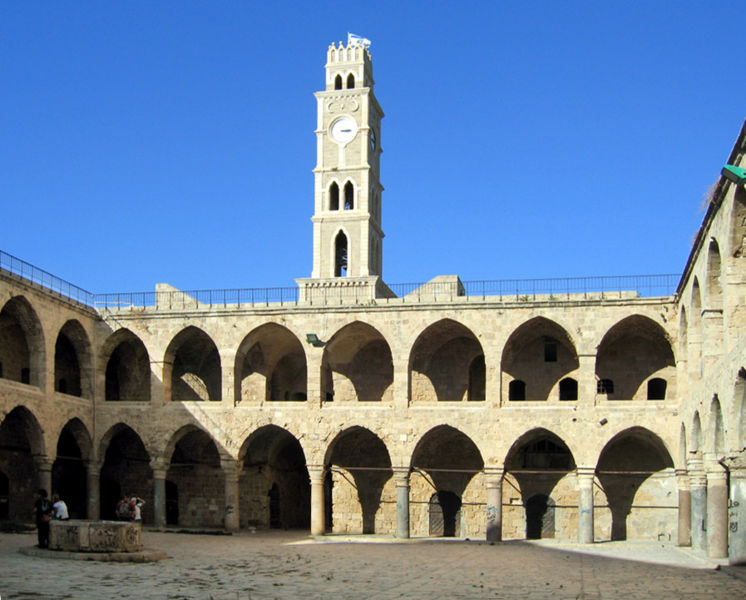
خان العمدان - عكا - فلسطين.

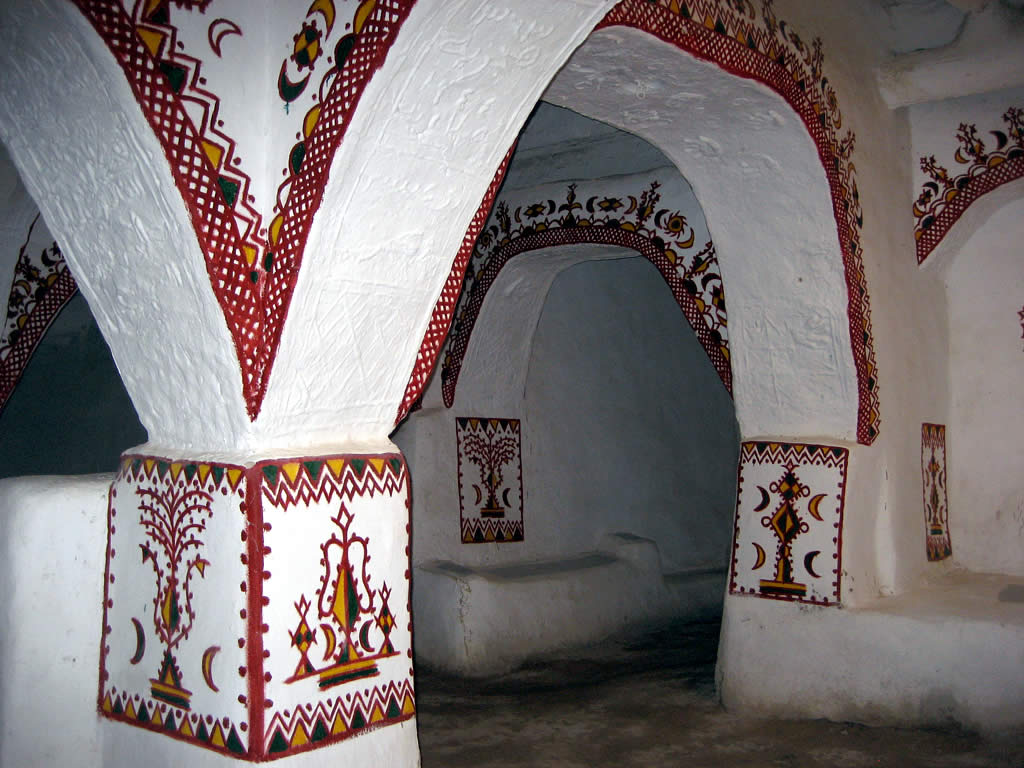
رواق بواحة غدامس - ليبيا.

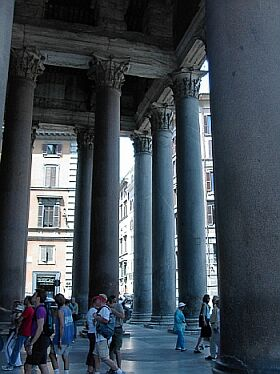
رواق البانثيون - روما - إيطاليا.

الرِّوَاق سقف في مقدم الدار وستر يمد دون السقف و رواق الدار مقدمها، وهو الكساء المقدم على سقف الدار من أعلاها. وفي عمارة الجوامع هو «المجاز» بين صفين من عمد، كأروقة المساجد الكبيرة ومنها الأزهر وقد كان لكل جماعة من طلابه رواق يجلسون فيه إلى شيوخهم.

## الرواق لغة
الرُّوَاقُ - رُوَاقُ : الرُّوَاقُ : بيت كالفسطاط يُحمل على عمود واحد طويل . وروَاق البيت : مُقَدَّمُهُ . و الرُّوَاقُ سقيفة للدِّراسة في مسجد أو معبد أو غيرهما . و الرُّوَاقُ رُكْنٌ في نَدْوة أو مُنَظَّمة للتَّلاقي والتَّشاوُر . ورِواق اللَّيْلِ : مُقَدَّمُهُ وجانِبُهُ . ورُواق العين : حاجبها . والجمع : أَرْوِقَةٌ ، ورُوق . المعجم: المعجم الوسيط